# Безуглая, Федора Максимовна
Федора Максимовна Безуглая (укр. Федора Максимівна Безугла; 1908 год, село Бырловка — 1967 год) — свинарка колхоза имени Хрущёва Ивано-Франковского района Львовской области, Украинская ССР. Первый Герой Социалистического Труда во Львовской области (1949).

## Биография
Родилась в 1908 году в бедной крестьянской семье в селе Бырловка (сегодня — Черкасская область). С 1947 года — свинарка колхоза имени Хрущёва Ивано-Франковского района (сегодня — Яворовский район) в селе Домажир.
В 1948 году вырастила 26 поросят от 7 свиноматок. Средний вес двухмесячного поросёнка составлял 15 килограмм. Указом Президиума Верховного Совета СССР от 24 июня 1949 года «за получение высокой продуктивности животноводства» удостоена звания Героя Социалистического Труда с вручением ордена Ленина и золотой медали «Серп и Молот».
После выхода на пенсию проживала в селе Домажир.